# Ivailo Marinov
Ivailo Marinov (in bulgaro Ивайло Маринов?; Varna, 13 luglio 1960) è un ex pugile bulgaro, di origine turca. È anche conosciuto come Ismail Mustafov, Ismail Huseinov o Ivailo Khristov. È stato vincitore della medaglia d'oro nella categoria dei pesi mosca leggeri al torneo di pugilato delle Olimpiadi di Seul del 1988 e di bronzo al torneo di pugilato delle Olimpiadi di Mosca del 1980.

## Nome
Nel corso della propria carriera, ha gareggiato sotto diversi nomi. Sembrerebbe che il suo nome originale fosse Ismail Mustafov, Ismail Huseinov o Ismail Mustafov-Huseinov e che fosse stato cambiato forzatamente in Ivailo Marinov, Ivailo Khristov o Ivailo Marinov-Khristov sotto il regime di Todor Živkov.

## Carriera pugilistica
Oltre ai risultati olimpici, nella categoria mosca leggeri Marinov è stato medaglia d'oro ai Campionati mondiali di pugilato dilettanti di Monaco 1982 e quattro volte campione europeo a Tampere 1981, Varna 1983, Atene 1989 e Göteborg 1991, oltre ad aver conquistato una medaglia d'argento a Budapest 1985.

### Risultati olimpici
Mosca 1980
- Batte Gerard Hawkins ( Regno Unito) 5-0
- Batte Ahmed Siad ( Algeria) 5-0
- Sconfitto da Hipólito Ramos ( Cuba) 1-4

Seul 1988
- Batte Mark Epton ( Regno Unito) 5-0
- Batte Henry Martinez ( El Salvador) 5-0
- Batte Alexander Mahmutov ( Unione Sovietica) 5-0
- Batte Leopoldo Serantes ( Filippine) 5-0
- Batte Michael Carbajal ( Stati Uniti) 5-0

## Onorificenze
Marinov è stato scelto come miglior pugile bulgaro del XX secolo secondo un'indagine condotta dall'Associazione Bulgara dei Giornalisti di Pugilato.